# Хуан Айра
 Хуан Хосе Айра Мартінес (ісп. Juan José Ayra Martínez; нар. 23 червня 1911, Гуантанамо, Куба — пом. 26 жовтня 2008) — кубинський футболіст, воротар.

## Клубна кар'єра
Хуан Айра розпочав футбольну кар'єру на батьківщині, виступав за різні клуби з Гавани, в тому числі й за «Хувентуд Астуріана» та «Сентро Галлего». Потім виїхав до Мексики, де виступав за столичний «Реал Еспанья». У мексиканському клубі відіграв сезон 1944/45 років, допоміг команді виграти національний чемпіонат. Потім повернувся на Кубу, де 1947 року виступав за «Реал Іберія». Того ж року виступав за «Депортіво Еспанья». Футбольну кар'єру завкршив 1948 року у «Фортуні».

## Кар'єра в збірній
З 1934 по 1947 рік захищав кольори національної збірної Куби. Зіграв у 5-и (з 6-и) матчах кубинської збірної в кваліфікації до Чемпіонату світу 1934 року. Через чотири роки був викликаний головним тренером збірної Хосе Тапія для участі в чемпіонаті світу 1938 року у Франції. На французькому мундіалі зіграв один матч, проти Румуунії. Хуан пропустив м'яч від Штефана Добаї, проте партнери по команді зуміли забити два м'ячі у відповідь. Зрештою, кубинці перемогли з рахунком 2:1 та пройшли далі. Проте в 1/4 фіналу збірна Куби програла збірній Швеції та вибула з турніру.
Останні поєдинки у футболці національної збірної зіграв у 1947 році в рамках Чемпіонату північноамериканських націй проти Мексики та США.

## Досягнення
«Реал Еспанья»
- Прімера Дивізіон
  -  Чемпіон (1): 1944/45